# Kreis Pully
| Kreis Pully           | Kreis Pully         |
| Basisdaten            | Basisdaten          |
| --------------------- | ------------------- |
| Staat:                | Schweiz             |
| Kanton:               | Waadt (VD)          |
| Bezirk:               | Lausanne            |
| Hauptort:             | Pully               |
| Fläche:               | 13,56 km²           |
| Einwohner:            | 34'640 (31.12.2023) |
| Bevölkerungsdichte:   | 2555 Einw. pro km²  |
| Aufgehoben am:        | 31. Dezember 2006   |
| Karte                 |                     |
| Karte von Kreis Pully |                     |

Der Kreis Pully (französisch Cercle de Sainte-Croix) war bis zum 31. August 2006 eine Verwaltungseinheit des Bezirks Lausanne im Kanton Waadt in der Schweiz. Sitz des Kreisamtes war Pully.
Der Kreis umfasste vier Gemeinden und war 13,56 km² gross. Die Gemeinden des ehemaligen Kreises zählten Ende 2023 34'640 Einwohner.
| Wappen               | Name der Gemeinde    | Einwohner (31. Dezember 2023) | Fläche in km² | Einw. pro km² |
| -------------------- | -------------------- | ----------------------------- | ------------- | ------------- |
| Belmont-sur-Lausanne | Belmont-sur-Lausanne | 3'898                         | 2,65          | 1471          |
| Epalinges            | Epalinges            | 9'919                         | 4,57          | 2170          |
| Paudex               | Paudex               | 1'536                         | 0,48          | 3200          |
| Pully                | Pully                | 19'287                        | 5,86          | 3291          |
| Total (4)            | Total (4)            | 34'640                        | 13,56         | 2555          |